# Camilla Shand
Camilla Shand (nome completo: Camilla Rosemary Shand; coniugata Mountbatten-Windsor, in precedenza Parker Bowles; Londra, 17 luglio 1947) è la regina consorte del Regno Unito e degli altri reami del Commonwealth dal settembre 2022, come moglie di re Carlo III.
In precedenza aveva condiviso i titoli di Carlo, fra cui quelli di duchessa di Cornovaglia, duchessa di Edimburgo, duchessa di Rothesay, contessa di Carrick, baronessa di Renfrew, rinunciando invece a fregiarsi di quello di principessa di Galles, per rispetto della defunta Diana Spencer, prima moglie del principe.

## Biografia

### Infanzia e origini
Nata al King's College Hospital a Londra il 17 luglio 1947, Camilla è cresciuta nell'East Sussex con i suoi genitori, il maggiore Bruce Shand (1917-2006), ufficiale dell'esercito britannico, poi diventato commerciante di vini, prigioniero durante la Seconda guerra mondiale per cui ha ricevuto la Military Cross con Barra, e Rosalind Cubitt (1921-1994), figlia maggiore di Roland Cubitt, III barone Ashcombe. Aveva un fratello, Mark Roland Shand (1951-2014), e ha una sorella, Sonia Annabel Elliot (1949).
Fu battezzata il 1º novembre 1947 alla St. Peter's Church a Firle nel Sussex. La sua bisnonna materna, Alice Keppel, nata Alice Frederica Edmonstone, fu l'amante reale del re Edoardo VII dal 1898 al 1910. Inoltre, è pronipote di Sir Allan MacNab, che è stato Primo Ministro della Provincia del Canada prima della Confederazione e costruttore del castello di Dundurn a Hamilton.

### Educazione
Quando aveva cinque anni fu mandata a Dumbrells, una scuola mista nel villaggio di Ditchling. Lasciò Dumbrells all'età di 10 anni per frequentare la Queen's Gate School nel South Kensington. I suoi compagni di classe a Queen's Gate la conoscevano come "Milla".
Shand lasciò Queen's Gate nel 1964. All'età di sedici anni si trasferì per frequentare la scuola di perfezionamento Mon Fertile a Tolochenaz, in Svizzera. Dopo aver completato il suo corso in Svizzera, si recò in Francia per studiare lingua e letteratura francese all'Istituto di Parigi dell'Università di Londra per sei mesi.

### Il primo matrimonio
Alla fine degli anni '60 Shand incontrò Andrew Parker Bowles (allora ufficiale della Royal Horse Guards) tramite suo fratello minore, Simon, che lavorava per l'azienda vinicola di suo padre a Mayfair. Dopo una relazione intermittente, Camilla e Parker Bowles si sposarono il 4 luglio 1973 con rito cattolico. Tra gli 800 ospiti della cerimonia erano presenti anche la figlia della regina Elisabetta II Anna, la sorella della regina Margaret e la regina madre Elisabetta.
Ebbero due figli: Tom (nato il 18 dicembre 1974), di cui Carlo III è il padrino, e Laura (nata il 1 gennaio 1978). Entrambi i bambini furono cresciuti nella fede cattolica del padre; tuttavia Camilla rimase fedele alla Chiesa anglicana e non si convertì al cattolicesimo. Laura frequentò la St Mary's, Shaftesbury, una scuola per ragazze cattoliche nel Dorset, mentre Tom frequentò l'Eton College.
Il 3 marzo 1995 Camilla e Andrew Parker Bowles divorziarono.
Nel settembre 2005 Tom Parker Bowles sposò Sara Buys nella St Nicholas Church a Rotherfield Grays, vicino a Henley-on-Thames, nell'Oxfordshire (si sono separati nel 2018). A maggio del 2006 sua figlia Laura Parker Bowles ha sposato Harry Lopes nella St Cyriac's Church a Lacock, Wiltshire. Camilla ha cinque nipoti: Lola Parker Bowles (2007), Freddy Parker Bowles (2008), Eliza Lopes (2008; damigella al matrimonio del principe William e Catherine Middleton), Louis Lopes (2009) e Gus Lopes (2009).

### Il secondo matrimonio
Camilla Shand e il principe Carlo si incontrarono per la prima volta a metà del 1971. Divennero amici intimi e alla fine iniziarono una relazione romantica, che era ben nota all'interno della loro cerchia sociale. Quando la relazione divenne più seria, Carlo incontrò la famiglia di Camilla e la presentò ad alcuni membri della propria famiglia. La relazione terminò dopo che il principe Carlo si recò all'estero per unirsi alla Royal Navy all'inizio del 1973.
La vicenda divenne di dominio pubblico sulla stampa due decenni dopo, con la pubblicazione di Diana: Her True Story nel 1992, seguita dallo scandalo del nastro "Camillagate" nel 1993, quando un'intima conversazione telefonica tra Camilla ed il principe Carlo venne segretamente registrata e le trascrizioni furono pubblicate sulla stampa scandalistica. Nel 1994 Carlo parlò della sua relazione con Camilla in Charles: The Private Man, the Public Role: "La signora Parker Bowles è una mia grande amica... un'amica da molto tempo. Continuerà ad essere un'amica per molto tempo". In seguito ammise in un'intervista che la relazione tra lui e Camilla era ricominciata nel 1986, quando il suo matrimonio con Diana Spencer era "irrimediabilmente danneggiato".
Carlo e Camilla si sono fidanzati ufficialmente il 10 febbraio 2005 e hanno celebrato il loro matrimonio civile il 9 aprile 2005 a Windsor. Come futuro governatore supremo della Chiesa d'Inghilterra, titolo che di diritto spetta ai sovrani britannici, per Carlo la prospettiva di sposare una divorziata era considerata controversa, ma con il consenso di Elisabetta II, del Parlamento e della Chiesa d'Inghilterra la coppia è stata in grado di sposarsi. I genitori di Carlo e Camilla non parteciparono; invece, il figlio di Camilla, Tom, e il figlio di Carlo, il principe William, furono testimoni dell'unione. La regina Elisabetta e il duca di Edimburgo parteciparono solo al servizio di benedizione. Successivamente, la regina tenne un ricevimento per gli sposi novelli al castello di Windsor.

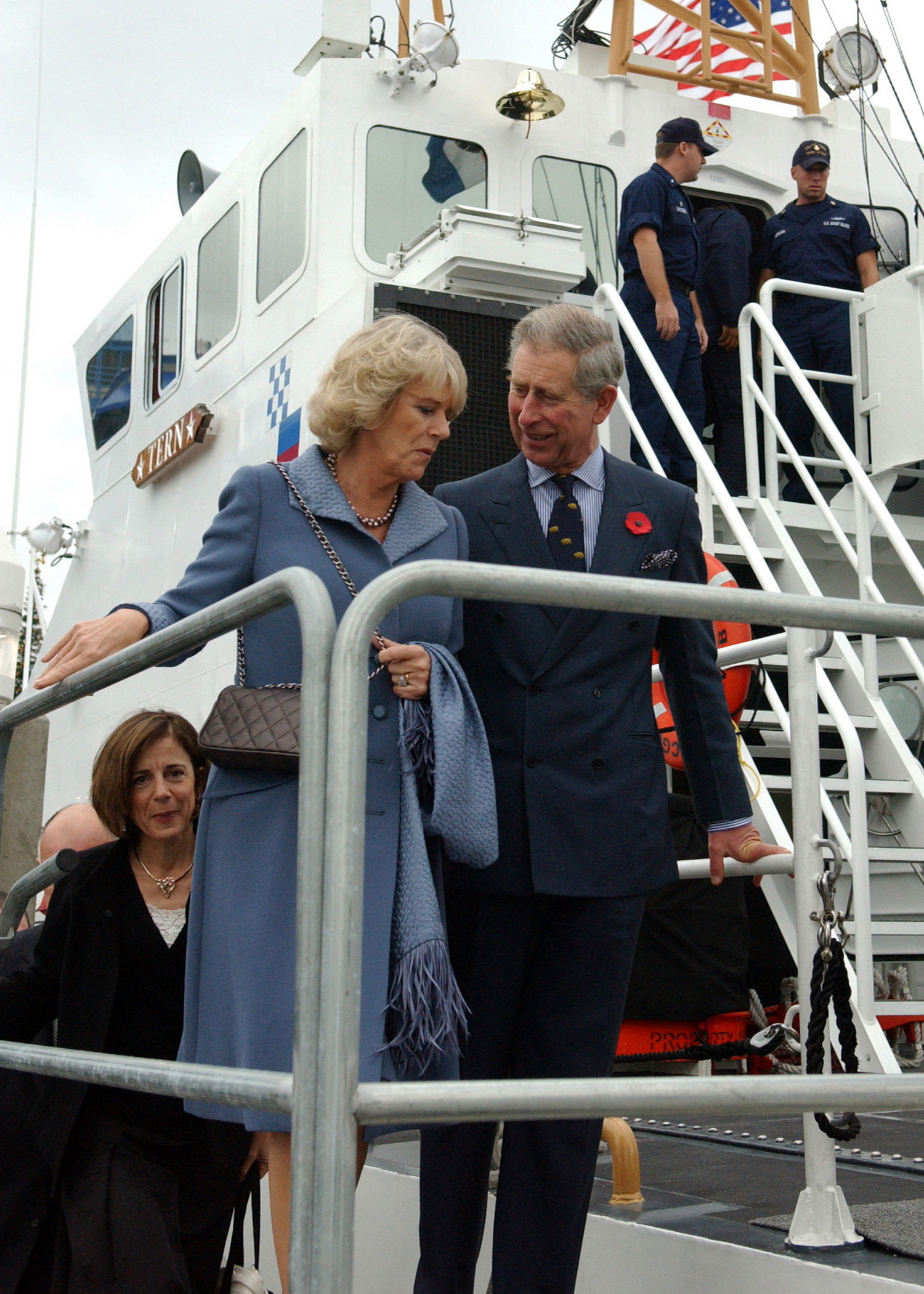
Camilla e Carlo in visita a San Francisco (2005)

Dopo il matrimonio la coppia si recò nella casa di campagna del principe in Scozia, Birkhall, e svolse i primi impegni di corte insieme durante la luna di miele.

### Duchessa di Cornovaglia
Dopo essere diventata duchessa di Cornovaglia Camilla acquisì automaticamente il grado di seconda donna più alta nell'ordine di precedenza britannico (dopo la regina Elisabetta II). È stato rivelato che la regina ha alterato l'ordine di precedenza reale per le occasioni private, ponendo la duchessa al quarto posto, dopo la regina, la principessa reale e la principessa Alexandra.
Dopo il loro matrimonio Clarence House, residenza ufficiale del principe Carlo, divenne anche la residenza ufficiale di Camilla. Per trascorrere del tempo da sola con i suoi figli e nipoti, Camilla ha mantenuto la sua casa, la Ray Mill House, in cui ha risieduto dal 1995 al 2003.
Nel 2007 venne nominata Dama dell'Ordine Famigliare Reale della Regina Elisabetta II. Il 9 aprile 2012, settimo anniversario di matrimonio della duchessa e del principe di Galles, la regina nominò la duchessa Dama di Gran Croce dell'Ordine Reale Vittoriano. Il 9 giugno 2016 la regina nominò la duchessa membro del Consiglio privato del Regno Unito. Il 1º gennaio 2022 nominò Camilla Dama del Nobilissimo Ordine della Giarrettiera.
Il primo impegno in solitaria di Camilla come duchessa di Cornovaglia fu una visita al Southampton General Hospital, nel maggio 2005. Partecipò per la prima volta al Trooping the Colour nel giugno 2005, facendo in seguito un'apparizione sul balcone di Buckingham Palace. La duchessa fece il suo viaggio inaugurale all'estero nel novembre 2005, quando visitò gli Stati Uniti e incontrò il presidente George W. Bush e la First Lady Laura Bush alla Casa Bianca. Successivamente la coppia visitò New Orleans per vedere le conseguenze dell'uragano Katrina ed incontrò alcuni dei residenti.

A marzo del 2006 la coppia visitò l'Egitto, l'Arabia Saudita e l'India. Nel 2007 condusse le cerimonie di nomina dell'HMS Astute e della nuova nave da crociera Cunard, la MS Queen Victoria. Nel novembre 2007 andò con il principe di Galles in una visita di quattro giorni in Turchia.

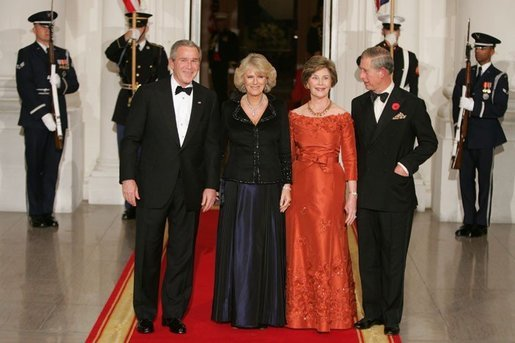
Carlo e Camilla con il presidente George W. Bush e Laura Bush alla Casa Bianca (novembre 2005)

Nel 2008 lei e il principe di Galles visitarono i Caraibi, il Giappone, il Brunei e l'Indonesia. Nel 2009 furono in visita in Cile, Brasile, Ecuador, Italia e Germania. La loro visita in Italia comprese un incontro in Vaticano con papa Benedetto XVI. Successivamente visitarono il Canada. All'inizio del 2010 visitarono l'Ungheria, la Repubblica ceca e la Polonia. Nell'ottobre 2010 Camilla accompagnò il principe di Galles a Nuova Delhi, in India, per l'apertura dei Giochi del Commonwealth.

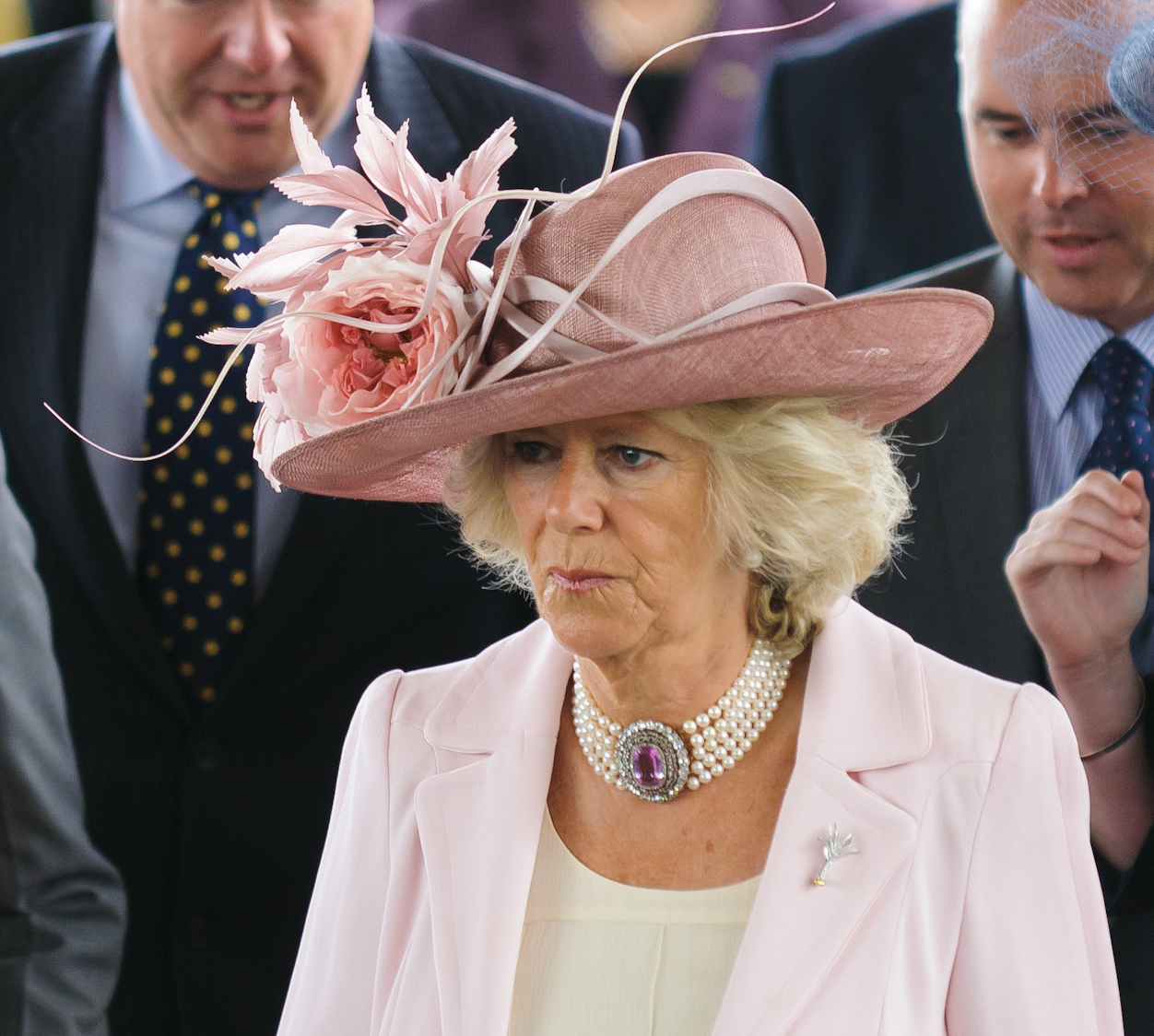
Durante un impegno ufficiale: l'apertura del Parlamento gallese a Cardiff (2011)

Nel marzo 2011 la duchessa e il principe di Galles visitarono Portogallo, Spagna e Marocco, incontrando i capi di Stato di ogni paese. Nel giugno 2011 la duchessa rappresentò da sola la famiglia reale britannica al Torneo di tennis di Wimbledon. A Londra, l'11 settembre 2011, la duchessa partecipò alla cerimonia commemorativa del decimo anniversario degli attacchi dell'11 settembre, insieme al primo ministro David Cameron e al principe di Galles. Nel novembre 2011 la duchessa viaggiò con il principe di Galles per visitare il Commonwealth e gli Stati arabi del Golfo Persico. Visitarono il Sudafrica e la Tanzania e si incontrarono con i rispettivi presidenti di quei paesi, Jacob Zuma e Jakaya Kikwete.

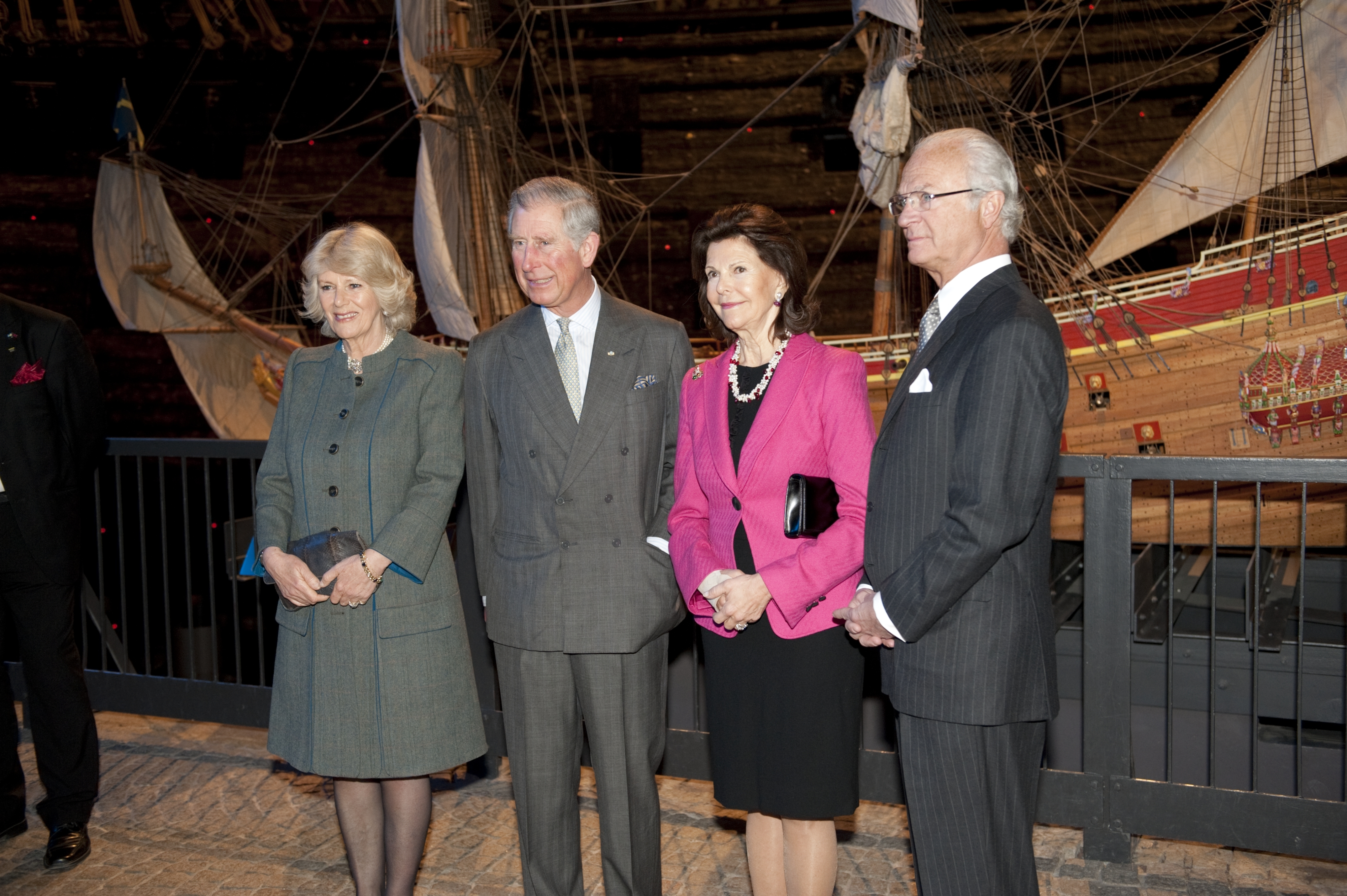
Carlo e Camilla con il re Carlo XVI Gustavo di Svezia e la regina Silvia di Svezia al Museo Vasa (2012)

Nel marzo 2012 la duchessa e il principe di Galles visitarono Norvegia, Svezia e Danimarca per celebrare il giubileo di diamante della regina. Nel maggio 2012 la coppia reale intraprese un viaggio di quattro giorni in Canada nell'ambito delle celebrazioni del giubileo di diamante. Nel novembre 2012 la duchessa e il Principe di Galles visitarono l'Australia, la Nuova Zelanda e Papua Nuova Guinea per un tour di due settimane. Nel 2013 andarono in visita in Giordania e incontrarono il re Abdullah II e sua moglie, la regina Rania. Visitarono i campi profughi siriani della guerra civile.
La duchessa partecipò per la prima volta alla cerimonia di apertura del Parlamento del Regno Unito nel maggio 2013 e lo stesso mese si recò a Parigi per il suo primo viaggio in solitaria fuori dal Regno Unito. Nello stesso anno parteciparono all'incoronazione del re olandese Guglielmo Alessandro, nonché alle precedenti celebrazioni in onore della regina Beatrice. Nel giugno 2014 la duchessa e il principe di Galles parteciparono alle celebrazioni per il 70º anniversario del D-Day in Normandia, in Francia, e nel novembre dello stesso anno intrapresero un viaggio di nove giorni in Messico e Colombia. Nel maggio 2015 la duchessa e il principe di Galles visitarono l'Irlanda del Nord e intrapresero il loro primo viaggio congiunto nella Repubblica d'Irlanda.
Nell'aprile 2018 la coppia visitò l'Australia e partecipò all'apertura dei Giochi del Commonwealth. Visitarono anche i paesi dell'Africa occidentale del Gambia, del Ghana e della Nigeria nel novembre 2018. Nel marzo 2019, il principe di Galles e la duchessa di Cornovaglia andarono in visita ufficiale a Cuba, i primi reali britannici a visitare il paese; il viaggio fu organizzato per rafforzare i legami tra Regno Unito e Cuba.
Nel marzo 2021 la coppia effettuò la prima visita ufficiale all'estero dall'inizio della pandemia di COVID-19 e visitò la Grecia, su invito del governo greco, per celebrare il bicentenario dell'indipendenza greca. Nel marzo 2022 visitarono la Repubblica d'Irlanda per commemorare il Giubileo di platino di Elisabetta II. Nel maggio 2022 la coppia reale intraprese un viaggio di tre giorni in Canada nell'ambito delle celebrazioni del Giubileo.

### Regina del Regno Unito

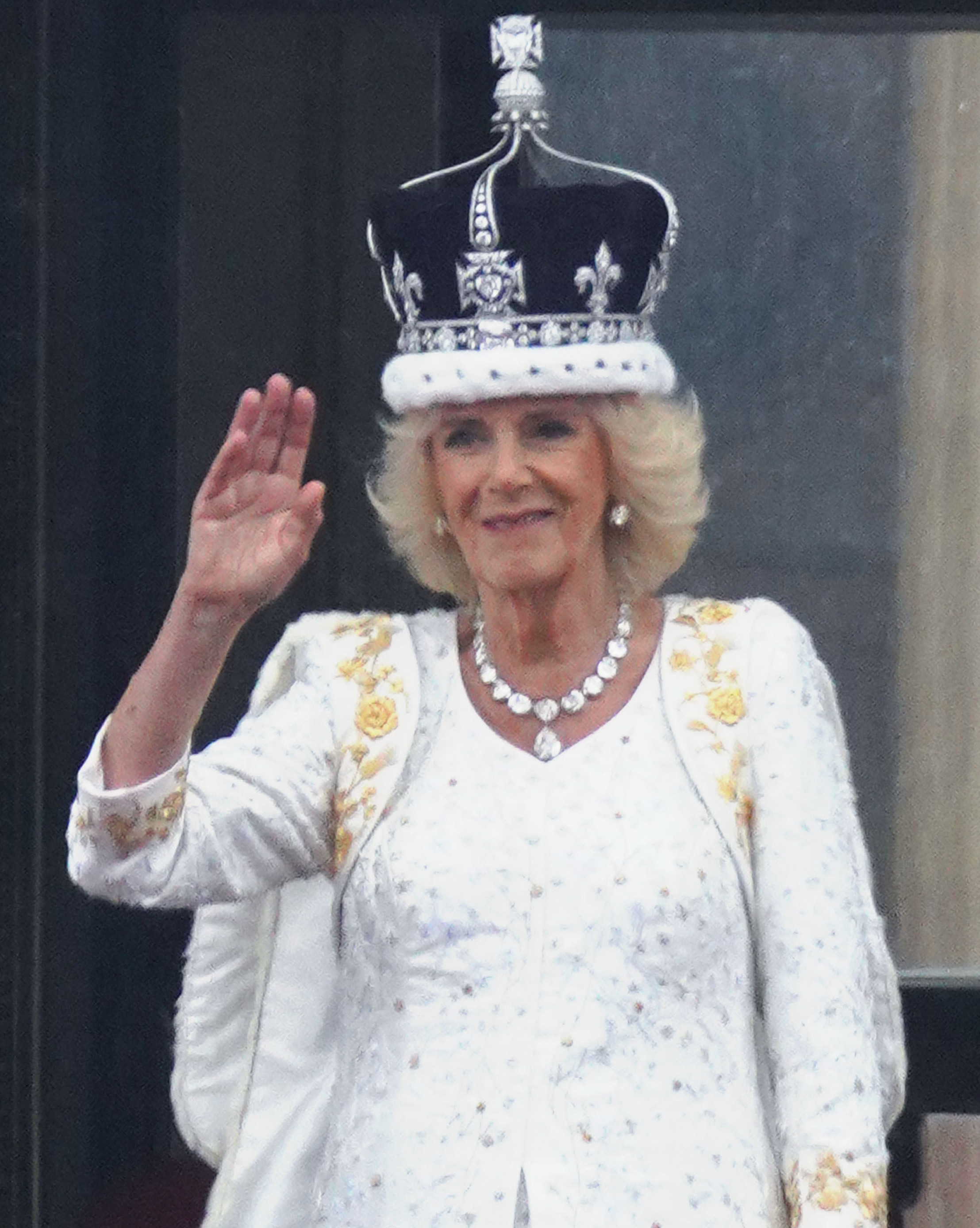
Camilla al termine della cerimonia di incoronazione

Con la morte della regina Elisabetta II, avvenuta l'8 settembre 2022, il marito Carlo è asceso al trono del Regno Unito con il nome di Carlo III. Come disposto dalla stessa regina in occasione del suo Giubileo di platino, Camilla è divenuta regina consorte del Regno Unito e degli altri reami del Commonwealth; divenendo regina all'età di 75 anni, rappresenta il consorte più anziano di un monarca del Regno Unito al momento dell'ascesa al trono. Il 6 maggio 2023 viene incoronata insieme al marito nell'Abbazia di Westminster, con la corona della regina Maria.

## Titoli, trattamento e stemma

### Titoli e trattamento
- 17 luglio 1947- 4 luglio 1973: Miss Camilla Shand
- 4 luglio 1973 - 9 aprile 2005: Mrs Camilla Parker Bowles
- 9 aprile 2005 - 8 settembre 2022: Sua Altezza Reale la Duchessa di Cornovaglia
  - in Scozia: Sua Altezza Reale la Duchessa di Rothesay, Contessa di Carrick, Baronessa di Renfrew, Signora delle Isole e Principessa di Scozia
- 9 aprile 2021 - 8 settembre 2022: Sua Altezza Reale la Duchessa di Cornovaglia e di Edimburgo
- 8 settembre 2022 - ora: Sua Maestà la Regina

Il titolo e trattamento completo di Camilla al 7 settembre 2022 era il seguente: "Sua Altezza Reale Camilla, Contessa di Chester, Duchessa di Cornovaglia, Duchessa di Rothesay, Duchessa di Edimburgo, Contessa di Carrick, Contessa di Merioneth, Baronessa Greenwich, Baronessa di Renfrew, Signora delle Isole e Principessa di Scozia, Dama Reale del Nobilissimo Ordine della Giarrettiera, Dama di Gran Croce dell'Ordine Reale Vittoriano, Compagno dell'Ordine della Stella di Melanesia, Membro dell'Onorabilissimo Consiglio Privato di S.M."
Il diritto di Camilla a titolarsi Principessa di Galles è stato discusso prima del matrimonio con Carlo: il Lord Cancelliere, avendo esaminato il caso, stabilì che, come moglie del principe, Camilla sarebbe automaticamente diventata principessa del Galles, a meno di un cambiamento di legge che statuisse diversamente. Non essendo stata introdotta alcuna modifica legislativa in tal senso, Camilla assunse di diritto il titolo dal momento del suo matrimonio con Carlo; tuttavia scelse di non fregiarsi di esso, preferendo limitarsi al solo titolo minore di duchessa di Cornovaglia, per evitare confusione con la prima moglie del principe di Galles, Diana Spencer. Analogamente, nonostante la legge prevedesse l'automatismo del titolo di regina consorte per la moglie del re, fu anche annunciato che, all'ascesa al trono di Carlo, Camilla avrebbe continuato a essere chiamata Sua Altezza reale, con il semplice titolo di Principessa consorte.
Il 5 febbraio 2022 la regina Elisabetta II dichiarò formalmente in un comunicato stampa che era suo "sincero desiderio" che Camilla fosse "riconosciuta come Regina Consorte" mentre avrebbe continuato ad assicurare il suo leale servizio dopo l'ascesa al trono di Carlo. Alla morte della regina si è dato quindi applicazione alle norme di common law vigenti, proclamando a tutti gli effetti Camilla, in quanto moglie del re, "regina consorte". Dopo l'incoronazione del 6 maggio 2023 il titolo di Camilla è diventato quello di regina, come è stato per tutte le precedenti regine consorti.

### Stemma, stendardo e monogramma personale
In occasione delle sue nozze con Carlo (all’epoca principe di Galles) e la sua contestuale nomina a duchessa di Cornovaglia, nel 2005, a Camilla fu concesso uno stemma araldico. Lo stemma è un partito nel quale la sezione destra  è occupata dallo stemma del marito e a sinistra vi è rappresentato lo stemma già in possesso del padre, il maggiore Bruce Shand ovvero: “D'azzurro ad una testa di cinghiale recisa dietro le orecchie d'argento armata e lampassata d'oro; al capo cannellato d'argento a una crocetta scorciata ricrociata dal piede aguzzo di nero tra due speronelle di rosso”.  Lo scudo era timbrato con la corona dell’erede al trono; il sostegno destro era quello del marito ovvero quello dello stemma reale britannico, il leone guardante d’oro coronato, il tutto con le brisure per l’erede al trono; il supporto sinistro è un cinghiale d’azzurro, ripreso dal cimiero dello stemma originale di suo padre. Lo stemma ha potuto esporre i cordoni dell’ordine reale Vittoriano e dell’ordine della Giarrettiera, rispettivamente, dopo le nomine di Camilla ai suddetti ordini. 
Con l’ascesa al trono di Carlo (come re Carlo III), lo stemma è stato adattato alla nuova condizione di regina consorte: nella sezione destra è rappresentato lo stemma reale senza più le brisure, il leone a sostegno non presenta più il lambello e lo scudo è timbrato dalla corona Tudor, scelta da re Carlo III per il suo nuovo stemma reale. Non state fatte variazioni alla sezione sinistra e relativo supporto.

Stemma di Camilla, duchessa di Cornovaglia (2005-2012).
Stemma di Camilla, duchessa di Cornovaglia (2012-2022)[26].
Stemma di Camilla, duchessa di Cornovaglia (2022)[28].
Stemmi combinati di Carlo e Camilla, principe di Galles e duchessa di Cornovaglia in occasione del matrimonio (9 aprile 2005).
Monogramma personale di Camilla, duchessa di Cornovaglia (2005-2022).
Stemma di Camilla, regina.
Stendardo di Camilla, regina.
Stendardo di Camilla, regina (in Scozia).
Monogramma personale di Camilla, regina[69].
Stemma di Bruce Shand.

## Albero genealogico
|                                    |                                  |                                  | Genitori                                          |  |  | Nonni |  |  | Bisnonni                 |  |  | Trisnonni         |  |
|                                    |                                  |                                  |                                                   |  |  |       |  |  | Alexander Faulkner Shand |  |  | Hugh Morton Shand |  |
|                                    |                                  |                                  |                                                   |  |  |       |  |  | Alexander Faulkner Shand |  |  | Hugh Morton Shand |  |
|                                    |                                  | Edrica Faulkner                  |                                                   |  |  |       |  |  | Alexander Faulkner Shand |  |  |                   |  |
| Philip Morton Shand                |                                  |                                  |                                                   |  |  |       |  |  | Alexander Faulkner Shand |  |  |                   |  |
|                                    |                                  | Augusta Mary Coates              | Charles Coates                                    |  |  |       |  |  |                          |  |  |                   |  |
|                                    |                                  | Augusta Mary Coates              | Charles Coates                                    |  |  |       |  |  |                          |  |  |                   |  |
|                                    |                                  | Augusta Mary Coates              | Sarah Clegg Hope                                  |  |  |       |  |  |                          |  |  |                   |  |
| Bruce Middleton Hope Shand         |                                  | Augusta Mary Coates              |                                                   |  |  |       |  |  |                          |  |  |                   |  |
|                                    |                                  | George Woods Harrington          | Henry Harrington                                  |  |  |       |  |  |                          |  |  |                   |  |
|                                    |                                  | George Woods Harrington          | Henry Harrington                                  |  |  |       |  |  |                          |  |  |                   |  |
|                                    |                                  | George Woods Harrington          | Eliza Woods                                       |  |  |       |  |  |                          |  |  |                   |  |
| Edith Marguerite Harrington        |                                  | George Woods Harrington          |                                                   |  |  |       |  |  |                          |  |  |                   |  |
|                                    |                                  | Alice Edith Stillman             | Frederick Stillman                                |  |  |       |  |  |                          |  |  |                   |  |
|                                    |                                  | Alice Edith Stillman             | Frederick Stillman                                |  |  |       |  |  |                          |  |  |                   |  |
|                                    |                                  | Alice Edith Stillman             | Ann Endle                                         |  |  |       |  |  |                          |  |  |                   |  |
| Camilla Rosemary Shand             |                                  | Alice Edith Stillman             |                                                   |  |  |       |  |  |                          |  |  |                   |  |
|                                    | Henry Cubitt, II barone Ashcombe | George Cubitt, I barone Ashcombe |                                                   |  |  |       |  |  |                          |  |  |                   |  |
|                                    | Henry Cubitt, II barone Ashcombe | George Cubitt, I barone Ashcombe |                                                   |  |  |       |  |  |                          |  |  |                   |  |
|                                    | Henry Cubitt, II barone Ashcombe | Laura Joyce                      |                                                   |  |  |       |  |  |                          |  |  |                   |  |
| Roland Cubitt, III barone Ashcombe | Henry Cubitt, II barone Ashcombe |                                  |                                                   |  |  |       |  |  |                          |  |  |                   |  |
|                                    |                                  | Maud Marianne Calvert            | Archibald Motteux Calvert                         |  |  |       |  |  |                          |  |  |                   |  |
|                                    |                                  | Maud Marianne Calvert            | Archibald Motteux Calvert                         |  |  |       |  |  |                          |  |  |                   |  |
|                                    |                                  | Maud Marianne Calvert            | Constance Maria Peters                            |  |  |       |  |  |                          |  |  |                   |  |
| Hon. Rosalind Maud Cubitt          |                                  | Maud Marianne Calvert            |                                                   |  |  |       |  |  |                          |  |  |                   |  |
|                                    |                                  | Hon. George Keppel               | William Keppel, VII conte di Albemarle            |  |  |       |  |  |                          |  |  |                   |  |
|                                    |                                  | Hon. George Keppel               | William Keppel, VII conte di Albemarle            |  |  |       |  |  |                          |  |  |                   |  |
|                                    |                                  | Hon. George Keppel               | Lady Sophia Mary MacNab                           |  |  |       |  |  |                          |  |  |                   |  |
| Sonia Rosemary Keppel              |                                  | Hon. George Keppel               |                                                   |  |  |       |  |  |                          |  |  |                   |  |
|                                    |                                  | Lady Alice Frederica Edmonstone  | Sir William Edmonstone of Duntreath, IV Baronetto |  |  |       |  |  |                          |  |  |                   |  |
|                                    |                                  | Lady Alice Frederica Edmonstone  | Sir William Edmonstone of Duntreath, IV Baronetto |  |  |       |  |  |                          |  |  |                   |  |
|                                    |                                  | Lady Alice Frederica Edmonstone  | Mary Elizabeth Parsons                            |  |  |       |  |  |                          |  |  |                   |  |
|                                    |                                  | Lady Alice Frederica Edmonstone  |                                                   |  |  |       |  |  |                          |  |  |                   |  |